# Hamra (Suède)
Hamra est une ville de Suède se situant dans la commune de Gotland, dans le comté éponyme.